# Lars Frost
Lars Frost (født 7. oktober 1973 i København) er en dansk forfatter, uddannet fra Forfatterskolen 1998. Han debuterede i 2000 med novellesamlingen Og så afsted til Wien. Lars Frost er mest kendt for romanen Smukke biler efter krigen (2004), der sammen med romanerne Ubevidst rødgang (2008) og Skønvirke (2011) blev samlet og udgivet under navnet Med sværd og knipler (2015). Frosts forfatterskab er kendetegnet ved en undersøgende og legende tilgang til romanen som litterær genre. Hans stil er ofte en fabulerende, rytmisk prosa med mange digressioner, indskudte sætninger og gentagelser.
Lars Frost er født og opvokset på Østerbro i København, og har gået på Kildevældsskolen og Sankt Joseph Søstrenes Skole. I 1992 blev han student fra Niels Steensens Gymnasium. Efter gymnasiet læste han litteraturvidenskab på Odense Universitet (nu Syddansk Universitet), men efter to år søgte han ind på Forfatterskolen i København og gik der i perioden 1996-1998. Frost har tidligere undervist på Testrup Højskole. Fra 2016 til 2020 var han ansat som underviser på Forfatterskolen.

## Forfatterskab

### De første udgivelser
Lars Frost debuterede i 2000 med Og så af sted til Wien. Bogen præsenterede sig som “noveller”, men blev af anmeldere og kritikere mere betragtet som en form for roman Den gennemgående karakter, jeg-fortælleren Pelle, er kæreste med Lene, går seng med Lenes søster Mette, har et hemmeligt venskab til søstrenes bror Johan, som ingen af søstrene ser. Men disse forhold sløres og skjules i Pelles fortabelser i alt, hvad falder ham ind. Bliver en handlinger etableret, bliver den hurtigt opløst i skildringer og stemninger. “Nu taber jeg tråden” som Pelle sigende indrømmer.
Bogen blev blandet modtaget. Den blev både hyldet for sin originalitet og sanselighed, og stærkt kritiseret for manglende indhold og “klamt føleri”.
I 2001 udkom B16-hæftet Et par dage i Skagen (udgivet på forlaget Basilisk), der senere kom til at indgå i 2006-udgivelsen Et par dage. Senere samme år udkom Allermest undrer det mig at vi kan glemme, som i tone og stil og digressiv udfoldelse lå tæt op af Wien, ligesom legen med genre fortsatte. Allermest havde genrebetegnelsen 'roman', og hvor 'novellerne' i Wien var markant mere plottet og romanagtig, så var Allermest tættere på at være den samling noveller, som Wien ikke var. 
Den formelle idé, der holder sammen på værket er bogens lån af indholdsfortegnelse og titler på kapitler og afsnit fra den franske forfatter Alain Robbe-Grillets litteraturteoretiske essaysamling Pour un noveau roman (1963), der udkom på dansk som På vej mod en ny roman i 1965. Allermest indledes derfor med kapitlet “Hvad er formålet med teorierne?”, og i kapitlet “Natur, humanisme, tragedie” finder man afsnittene “Begivenhed”, “Bevægelse” og “Intensitet”.
Robbe-Grillet var central figur i det opgør der foregik med romantraditionen i Frankrig fra slutningen af 1950'erne, hvor han gav navn til en ny holdning til romanformen: le nouveau roman (den ny roman). Bevægelsen ønskede et brud med den "traditionelt fortællende og psykologiske, sociale roman og dens verdensbillede."
Romanens klassiske eller almindeligt fortløbende handling er i Allermest opløst, og i stedet berettes og diskuteres der om stort og småt, rejser og erindringer, social adfærd og Jan Sonnergaard, imens romanens karakterer, Anton og Bertil og en ubestemmelig fortæller, opholder sig hist og her og ikke gør det store væsen af sig. I stedet for at følge et handlingsskema, så tillades der, at associeres frit fra det ene til det andet, hvor selv sproget og tankens associationskæder, synes at være det, der skal skrives frem, på bekostning af episk fremadskridende handlen. På den måde følger Lars Frost op på Robbe-Grillets opfordring om en “ny roman”, og han får ligeledes på subtil vis diskuteret de litterære spørgsmål, som Robbe-Grillet stiller.

### Velfærdstrilogien - tre romanforsøg
I Smukke biler efter krigen (2004) følger man blandt andet hovedpersonen Lasses rejse til Island, hvor han ender i en opstået gruppe af internationale backpakkere. Sammen planlægger gruppen en større biltur ud af Reykjavik. Rejsegruppens sammenhold og solidaritet opløses dog, da de kører bilen i en elv, og der diskussion om hvem der var skyld i ulykken og bør betale for havariet. Bogen blev taget godt imod af anmelderne. I Jyllands-Posten mente Jon Helt Haarder for eksempel, at bogen var Frosts hidtil bedste med overskriften: "Ambitiøs og generøs".
Fra og med Smukke biler efter krigen (2004) bliver Frosts romaner længere og tager større emner op i samtiden såvel som i nyere danmarkshistorie. Således skrev Erik Skyum-Nielsen i sin anmeldelse om af Smukke biler efter krigen om "en tæt engageret politisk og moralsk samtidskommentar." Det politiske og moralske stof går igen i efterfølgeren Ubevidst rødgang (2008) om ingeniøren Erik. Bogen er en politisk-historisk roman og beskriver nogle af Danmark og velfærdsstatens forandringer i årene 1967-73 med ungdomsoprør, oliekriser og parcelhuse.
Hvor Smukke biler efter krigen foregår i samtiden og Ubevidst rødgang handler om tiden før, så foregår Frosts næste bog, Skønvirke (2011) i en nær forestående fremtid. I Skønvirke følger man kriminalefterforskeren Mathilde i opklaringen af en mordsag. Romanens handling slutter på Fanø, hvor den krigstraumatiserede Jens sprænger en bombe. I Lilian Munk Rösings imponerede, men delvist forbeholdne anmeldelse, skriver hun om Skønvirke, at "Frost har komponeret et requiem over velfærdsstatens fremtid.
Sammen med Smukke biler efter krigen og Ubevidst rødgang blev Skønvirke i 2015 udgivet samlet under navnet Med sværd og knipler. Trilogien er også kendt under navnet Velfærdstrilogien, hvilket netop peger på de tre værkers stadige kredsen om den danske velfærdsstat, politik og kulturhistorie - belyst gennem romankaraktererne såvel som romanernes miljø og stemning. Betrager man selve trilogien, er Med sværd og knipler 828 sider bostavelig talt en større udgivelse. På udgivelsens bagside er netop et citat fra Mikkel Bruun Zangenberg fremhævet med versaler øverst på siden: "Et STORT OG DYBT IMPONERENDE HOVEDVÆRK, DER KOM UD AF 00'ERNE". Læser man trilogiens afsluttende sætning, 'Så må det vist være mok" (en sammenskrivning af 'nok' og 'amok'), kan man sige, at Lars Frost peger på Velfærdstrilogiens store omfang og ambition. Måske som en modvægt til dette har Med sværd og knipler fået genrebetegnelsen '3 romanforsøg'.

### Romangenrer og undergenrer i forfatterskabet
Et gennemgående træk i Frosts forfatterskab er hans livtag med genren. I debuten Og så afsted til Wien, hvor bogen på trods af genrebetegnelsen 'noveller' nærmere blev anset som en slags roman af kritikere og anmeldere. I Allermest undrer det mig vi kan glemme diskuteres romanens tradition og regler med udgangspunkt i Robbe-Grillets Pour un noveau roman (1963) som styrende koncept. Således undersøges og udfordres romangenren som en fast, stabil størrelse. I et interview i Information 2006 udtalte Lars Frost blandt andet om værket "Allermest undrer det mig at vi kan glemme, er vel nærmest en konceptroman, en leg med genrerne, med traktat, essay - hele ideen om, hvad skønlitteratur er."
Med Smukke biler efter krigen, Ubevidst rødgang og Skønvirke tilføjer Frost nogle at de typiske karakteristika for romanen og genreskabeloner til sin bøger, men han fordrejer disse eller tilføjer andre træk, så værkerne fremstår originale og genreudvidende. Smukke biler efter krigen bærer den ellers negativt ladede genrebetegnelse “knaldroman”, og romanen har da også, hvad der forventes af en knaldroman: sex og mord, roadtrip, trafikulykke og tyveri. Men samtidig har den også visse andre elementer, der ikke synes at tilhøre knaldromanen som f.eks samfunds- og kunstkritik, ligesom den via sin komposition og sin sproglige kvalitet ikke iklæder sig genrens skabelonagtige anonymitet, som man kunne forvente af en knaldroman, men i stedet bliver en original roman og dermed vender genrebetegnelsen til et litterært stempel.
Ubevidst rødgang har betegnelsen 'Ingeniørroman'. Skønvirke er betegnet som en 'roman', men er på samme tid den stilistisk og kompositionelt mest udflydende og mindst traditionelle roman af de tre. Indholdsmæssigt bærer Skønvirke på samme tid præg af krimi og genrelitteratur, så også her spiller forholdet til genre en rolle.
Dertil kommer den ekstra genrebetegnelse "romanforsøg" som de tre romaner får i den samlede udgivelse Med sværd og knipler, altså en dobbelt genrebetegnelse, så Ubevidst rødgang er både 'Ingeniørroman' og et 'romanforsøg'.

## Udgivelser
- Og så af sted til Wien, Lindhart og Ringhof 2000 (noveller)
- Et par dage i Skagen, Basilisk 2001 (en del af forlagets B16-serie).
- Allermest undrer det mig at vi kan glemme, Lindhardt og Ringhof 2001 (roman)
- Kærligheden til fædrelandet var drivkraft (s.m. Jeppe Brixvold, Pablo Henrik Llambias og Lars Skinnebach), Lindhardt og Ringhof 2001
- Smukke biler efter krigen, Gyldendal 2004 (knaldroman)
- Et par dage, Gyldendal 2006 (digte)
- Ubevidst rødgang, Gyldendal 2008 (ingeniørroman)
- Skønvirke, Gyldendal 2011 (roman)
- Kongskilde NCS 5100, Gyldendal 2013, (komedier)
- Med sværd og knipler - 3 romanforsøg, Gyldendal 2015 (samlet udgivelse af den såkaldte velfærdstriologi bestående af Smukke biler efter krigen, Ubevidst rødgang og Skønvirke)
- Havet, Gyldendal 2020[24].
- De forenede/ A Constitutional, Gyldendal 2022

## Priser og stipendier
Tildelinger:
Bisballeprisen, 2004.
Statens Kunstfonds 3-årige stipendium, 2005.
Kritikerprisen 2011, tale Arkiveret 20. marts 2020 hos  Wayback Machine ved Tue Andersen Nexø
Beatriceprisen 2013, tale Arkiveret 2. april 2016 hos  Wayback Machine ved Peter Laugesen
Statens Kunstfonds livsvarig hædersydelse maj 2023